# Aeroport de Tromsø
L'Aeroport de Tromsø (noruec: Tromsø Lufthavn) (codi IATA: TOS, codi OACI: ENTC) està situat a Langnes, a la part oest de l'illa de Tromsøya, Tromsø, Noruega. Es troba a 3,1 km del centre de la ciutat i és l'aeroport més transitat de Nord-Norge, amb 2.009.146 passatgers el 2015.
Presta servei a la ciutat de Tromsø, així com a altres localitats del comtat de Troms. És un important centre de connexió per al comtat de Finnmark, encara que la majoria dels passatgers viatgen allà des d'Oslo. La majoria dels vols són nacionals, incloent rutes a Longyearbyen, a l'arxipèlag Svalbard, encara que també es realitzen rutes internacionals a Arkhànguelsk, Múrmansk i Londres, així com vols xàrter al sud d'Europa i a les Illes Canàries.

## Estadístiques
| Any  | Nombre de vols | % de variació | Càrrega i correu | Passatgers | % de variació |
| ---- | -------------- | ------------- | ---------------- | ---------- | ------------- |
| 2015 | 42 444         | -2,9          | N/D              | 2 009 146  | 0,1           |
| 2014 | 43 723         | 4,9           | 2 758            | 2 006 924  | 2,7           |
| 2013 | 42 000         | 3,9           | 2 162            | 1 936 022  | 2,5           |
| 2012 | 40 439         | 2,4           | 2 622            | 1 889 023  | 4,9           |
| 2011 | 39 484         | 1,6           | 2 766            | 1 800 093  | 9,1           |
| 2010 | 38 873         | 0,3           | 2 636            | 1 649 584  | 1,2           |
| 2009 | 38 774         | -2,4          | 3 117            | 1 629 967  | -3,5          |
| 2008 | 39 736         | -0,8          | 861              | 1 647 405  | 2,6           |
| 2007 | 40 063         | 0,0           | 3 266            | 1 606 226  | 3,1           |
| 2006 | 40 053         | 5,8           | 2 637            | 1 557 255  | 7,4           |
| 2005 | 37 860         | 1,8           | 5 410            | 1 459 686  | 0,9           |
| 2004 | 37 195         | 8,7           | 2 673            | 1 446 655  | 7,2           |

## Transports
Autobusos, cotxes i taxis.
1.-Autobús exprés (Flybussen)
- L'autobús exprés de l'aeroport para a diversos hotels del centre de Tromsø, la Universitat i l'Hospital de la Universitat.
- El temps de viatge aproximat és de 10-15 minuts al centre de la ciutat de Tromsø.
- Els preus i horaris es poden consultar a: bussring.no

2.-Autobús local
- Les rutes 40 i 42 tenen parada a l'aeroport.
- Durada del viatge: aproximadament 15-20 minuts.
- Els bitllets es venen al quiosc Point a la sala d'arribades.

3.-Taxi
- La parada de taxis es troba just a fora de la sala d'arribades. El temps de viatge al centre de la ciutat de Tromsø és d'aproximadament 10 minuts.

4.-Aparcament
- Hi ha aproximadament 900 places d'aparcament, de lliure elecció. Es pot aparcar el més a prop possible de la terminal com sigui possible, o una mica més lluny a un preu inferior.
- Pagament: pot fer-se en les màquines a la zona d'aparcament. S'accepten monedes i targetes de crèdit. De moment no s'ofereix reserva en línia.

5.-Aparcament per a persones discapacitades:
- Sis places al P2 i set al P5 estan reservades per a persones discapacitades. Les places al P5 són lliures fins a quatre hores, mentre que les places al P2 estan subjectes a les tarifes d'estacionament regulars.

6.-Vehicles més grans.
- Els vehicles grans, com ara camions, han de ser aparcats al P5.